# Windows Home Server
Microsoft Windows Home Server je operačním systémem společnosti Microsoft pro domácí servery. Windows Home Server od Microsoftu je prezentován jako kompletní řešení hardware a software pro domácnosti s operačním systémem Windows Home Server. Výhodou tohoto řešení je připojitelnost až 10 počítačů v domácnosti s automatickým zálohováním jednotlivých počítačů, vzdáleným přístupem a především jednoduchým sdílením dat buď pro jednotlivé uživatele, nebo pro všechny s možností snadné publikace na internetu. Operační systém Windows Home Server je založen na modifikované verzi serverového systému Windows Server 2003 for Small Business Server (varianta Small Business Server 2003, vycházející z Windows Server 2003 Standard). Windows Home Server oficiálně není lokalizován do českého jazyka. V roce 2011 došlo k vydání Windows Home Server 2011, nové verze založené na Windows Server 2008 R2, která je již plně lokalizována do českého jazyka.

## Vlastnosti
- Centralizované zálohování – zálohování až 10 PC s využitím technologie Single Instance Store, která umožňuje uložit více souborů stejné verze jako jeden jediný soubor.
- Sledování stavu a bezpečnosti počítačů připojených k Windows Home Server. Centrální sledování stavu antiviru, brány firewall a aktualizací Windows v klientech.
- Sdílení souborů a tiskáren po síti
- Sledování verzí souborů – využívá funkce Stínová kopie (Volume Shadow Copy Services).
- Vzdálená správa – umožňuje spravovat server s pomocí webového rozhraní nebo s pomocí funkce vzdálená plocha (Remote desktop).
- Vzdálený přístup – Windows Home Server zprostředkuje přístup pro jakýkoli počítač v domácnosti z internetu.
- Ochrana dat – ochrana dat jejich duplikovaním na jiné disky (pokud jich je více než jeden – nezaměňovat však s RAID).
- Snadné rozšiřování kapacity disků – Windows Home Server ukládá data do jednotného úložiště bez označení písmenem. Jakýkoli další připojený disk je automaticky naformátován a připojen do tohoto úložiště.
- Rozšiřování pomocí doplňků – Windows Home Server podporuje doplňky, včetně uvolnění SDK pro vývojáře. Již existující doplňky umožňují například vzdálené ovládání klientských počítačů, včetně jejich vypnutí či spuštění.

## Koncept a uživatelské prostředí
Windows Home Server používá pro svoje ovládání velmi jednoduchou konzoli pro správu, která byla k tomuto účelu vytvořena. Konzole obsahuje základní okno s pěti objekty správy
- Computers & Backups – slouží jako základní přehled všech počítačů v domácnosti, které jsou připojeny k Windows Home Serveru. V přehledu je vidět zda jsou počítače spuštěné a zda a kdy byly zálohovány.
- User Accounts – správa a přehled uživatelských účtů a práv.
- Shared Folders – správa sdílených složek a jejich práv.
- Server Storage – správa a přehled disků.
- Network – stav sítě.

Pro další možnosti, které většinou uživatel nebude potřebovat je k dispozici tlačítko Settings. Zde je možné například nakonfigurovat router, pokud podporuje funkci UPnP.

## Distribuce a instalace
Windows Home Server se prodává pouze v OEM balení výrobcům počítačů na třech instalačních médiích:
- Instalační disk Windows Home Server (DVD) – slouží pouze k instalaci Windows Home Server. Instalace je tvořena kombinací instalace Windows Vista, Windows Server 2003 for Small Business a doplňků k Windows Home Server[3]
- Windows Home Server Client CD – Instalační CD sloužící pouze k instalaci klientského SW do klientských počítačů.
- Windows Home Server Restore CD – Záchranné CD, které dovede při havárii klientského OS obnovit počítač do původního stavu s pomocí záloh uložených na Windows Home Server.

### Podporované systémy
Windows Home Server podporuje ve své základní variantě pouze platformu x86 (32-bit). Podpora 64bitových Windows je řešena prostřednictvím Power Pack 1, který je od poloviny roku 2008 volně ke stažení. Podporovány jsou tyto klientské systémy
- Windows Vista Home Basic
- Windows Vista Home N
- Windows Vista Home Premium
- Windows Vista Business
- Windows Vista Business N
- Windows Vista Enterprise
- Windows Vista Ultimate
- Windows XP Home Edition se Service Pack 2 (SP2)
- Windows XP Professional SP2
- Windows XP Media Center Edition 2005 s SP2 a Rollup 2
- Windows XP Media Center Edition 2005 s SP2
- Windows XP Media Center Edition 2004 s SP2
- Windows XP Tablet Edition s SP2